# 柳樹湳
柳樹湳，是臺灣臺中市霧峰區的一個傳統地域名稱，位於該區北部偏西。相較於今日行政區，其範圍大致包括四德里東北端、北柳里、南柳里。

## 歷史
台灣清治末期至日治初期，柳樹湳地區為一街庄，稱為「柳樹湳庄」，隸屬於貓羅堡。該庄北隔草湖溪與草湖庄為界，東與阿罩霧庄為鄰，南邊為萬斗六庄，西邊為丁臺庄、吳厝庄。
1901年（日治明治三十四年）11月，全台廢縣廳改設二十廳，該庄隸屬於臺中廳。1903年（明治三十六年）6月，該庄編入「霧峰區」，隸屬於臺中廳。1909年（明治四十二年）10月，合併二十廳為十二廳，霧峰區隸屬不變。1920年（大正九年），全台地方制度大改正，廢十二廳改設五州二廳，該庄改制為「柳樹湳」大字，隸屬於臺中州大屯郡霧峰庄。
戰後霧峰庄改制為霧峰鄉，隸屬於臺中縣，大字亦改制為村。1950年10月，中、彰、投分治，霧峰鄉仍隸屬臺中縣。2010年12月，臺中縣市合併為直轄臺中市，霧峰鄉改制為霧峰區，村亦改制為里。

## 聚落
本地區發展較早的聚落有舊厝、柳樹湳（北柳）、涼井仔、外坑口等，在日治期初期的官方地圖上已有記載。此外，本地區尚有新厝仔、羅厝等聚落。

## 交通
國道3號又稱「福爾摩沙高速公路」，是貫穿台灣西部的兩條縱向高速公路之一，大致以西北—東南走向繞大彎轉東北—西南走向經過柳樹湳地區西南部邊界外緣。該國道在本地區西南部邊界地帶省道台74線終點端及省道台3線連絡道共同交會處設有霧峰交流道，由此可快速前往台灣西部各地。
省道台74線原稱「中彰快速道路」，現稱「快官霧峰線」，是彰化縣快官繞行臺中市區外圍至霧峰的快速道路，其東側端點位於本地區西南部的國道3號霧峰交流道。由此向東北繞大彎轉西北出境後，轉北再轉北北東可前往大里、太平與台中市區交界地帶、太平、北屯中部、潭子南部、北屯西北部、西屯、南屯、烏日等地。
省道台3線（中正路）俗稱「內山公路」，是臺北至屏東的幹道，大致以北北東—南南西走向蜿蜒經過本地區東部邊界外不遠處，並經過本地區東南端邊界一小段地帶。由該道路向北北東可前往霧峰市區、大里、台中市區、北屯等地，向南南西可前往草屯、南投、名間、竹山等地。
市道127號（四德路）是大雅至霧峰的道路，大致以西南西—東北東走向轉西向東蜿蜒經過柳樹湳地區北部。由該道路向西南西轉西北再轉北可前往烏日、南屯、西屯、大雅並止於省道台1乙線路口，向東可前往霧峰並止於省道台3線路口。
區道中110線（新埔路、新埔路160巷、四德路376巷、四德路、四德路435巷、新厝路146巷、新厝路）是溪垻至坑口的道路，大致以西北—東南走向由本地區西北部凸出部分的西南側邊界入境，沿邊界地帶蜿蜒而行，入境後轉東南東至四德路376巷路口，轉南南西至北柳聚落市道127號路口，轉西南西與其共線約60公尺後至四德路435巷路口，轉南獨行後繞大彎轉東北東再轉東南再轉南南東，經省道台74線高架橋下、國道3號霧峰交流道省道台3線引道高架橋下後，於本地區東南部出境。由該道路向西北繞大彎轉南南西再轉西經吳厝可前往溪心垻南部並止於市道127號路口，向南南東可前往霧峰的坑口聚落並止於省道台3線路口。
區道中110-1線（柳豐路）是北柳至萬豐的道路，其北側端點位於本地區西部的北柳聚落區道中110線路口。由此向南偏東轉南南東蜿蜒而行，經省道台74線高架橋下、國道3號霧峰連絡道高架橋下、亞洲大學後轉東至省道台3線路口，轉南與其共線出境，可前往峰谷路路口轉東獨行後，轉東南東並止於區道中114線路口。
區道中115線（丁臺路）是東園至北勢的道路，大致以北向南轉北偏東—南偏西走向經過本地區西端。由該道路向北轉北北西至市道127號路口轉西南西共線約20公尺後再轉西北西蜿蜒而行可前往吳厝、溪心垻東北部並止於市道127號路口，向南偏西可前往丁臺、北勢聚落並止於區道中116線路口。

## 學校
- 亞洲大學
- 霧峰國中
- 光復中小學

## 廟宇
- 霧峰柳樹湳七將軍爺廟
- 霧峰護國寺